# Ревари
Ревари (хинди  रेवाडी, англ. Rewari) — город в индийском штате Харьяна. Административный центр округа Ревари.

## География и климат
Расположен примерно в 82 км к юго-западу от Дели и 51 км от Гургаона, на высоте 244 м над уровнем моря. Через город протекает пересыхающая река Сахиби, берущая начало в Раджастхане и впадающая в озеро Наджафгарх в Дели.
Климат Ревари характеризуется как засушливый, полуаридный. Средний минимум января составляет 6 °C, а средние максимумы мая и июня — 41 °C. Летом температуры нередко достигают 46 °C, а зимой могут опускаться до 2 °C. 12 и 31 января 2012 года температура падала до 0 °C. Средняя годовая норма осадков для Ревари составляет 553 мм. На климат города оказывают влияние горный хребет Аравали, а также песчаные дюны на территории округа.

## Население
По данным переписи 2011 года население города составляет 140 864 человека. 53 % населения — мужчины и 47 % — женщины. Уровень грамотности составляет 78 % (83 % для мужчин и 73 % для женщин), что выше, чем средний по стране показатель 64,3 %. Доля детей в возрасте младше 6 лет — 11,3 %.
По данным переписи 2001 года, население Ревари насчитывало 100 946 человек

## Транспорт
Международный аэропорт Дели находится примерно в 75 км от Ревари.
В 1873 году Ревари был соединён с Дели железной дорогой с использованием метровой колеи. В 1995 году в рамках проекта по унификации железных дорог страны колея была преобразована в стандартную индийскую (1676 мм); в 2007 году была переделана и колея второго пути между этими двуми городами. Ревари является крупным железнодорожным узлом, связан со многими городами Индии прямыми поездами. Имеются планы по электрификации железной дороги Дели — Ревари.
Национальное шоссе № 8 соединяет Ревари с Дели и Мумбаи, национальное шоссе № 71 — с Джаландхаром, Рохтаком и Джаджаром.

## Галерея

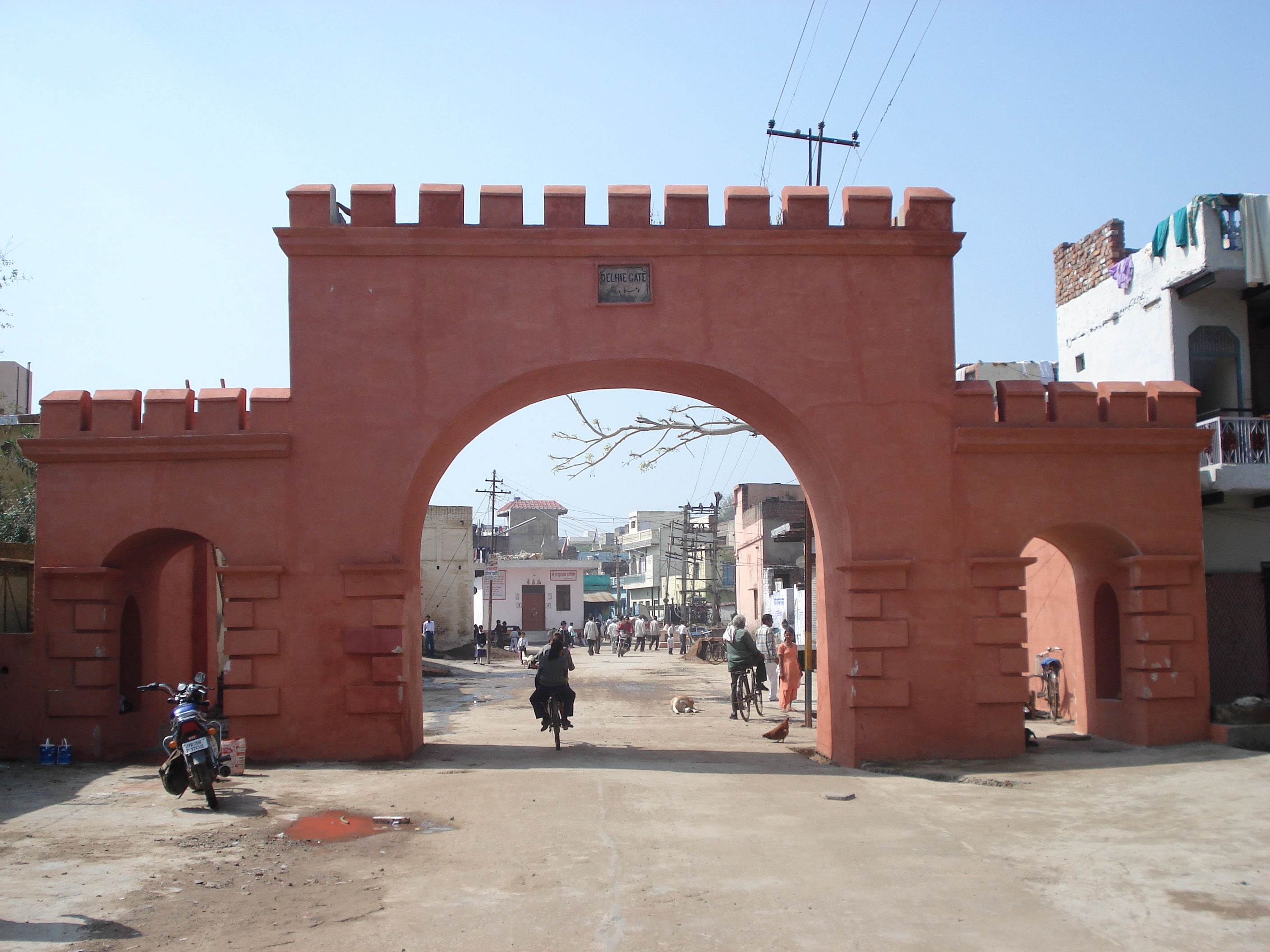
"Делийские ворота" в Ревари
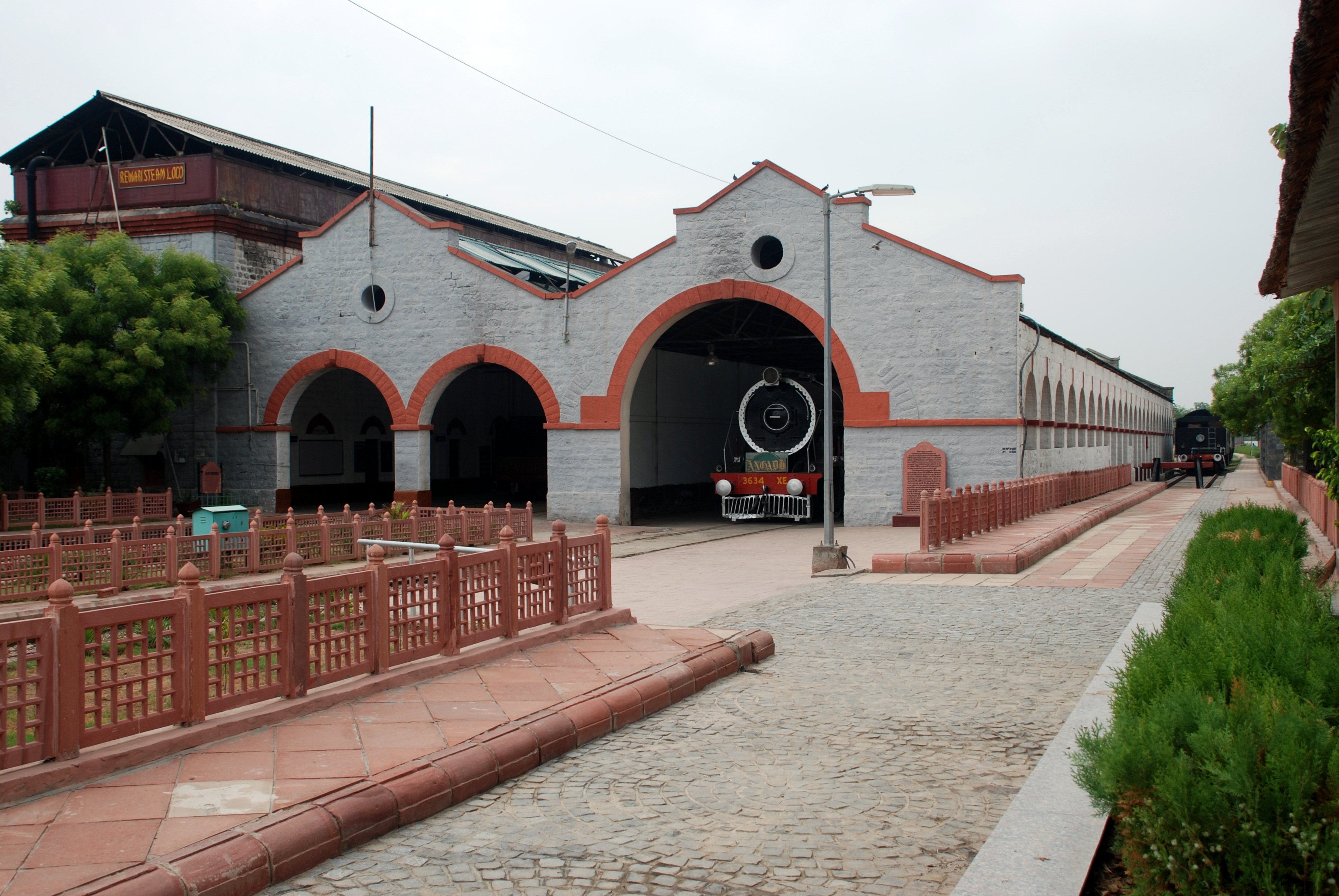
Музей железных дорог
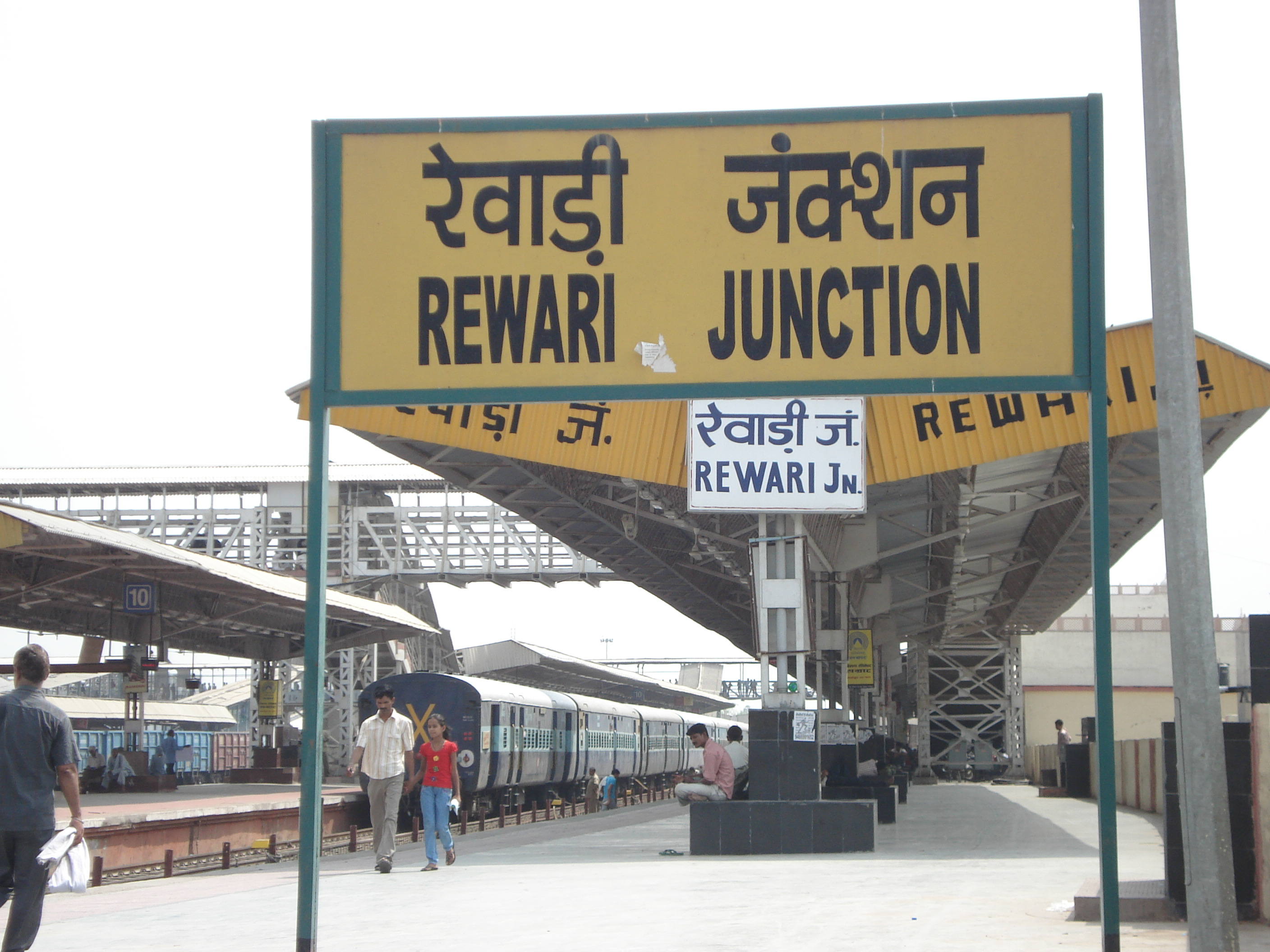
Железнодорожный вокзал